# Acacia viminea
Acacia viminea é uma espécie de leguminosa do gênero Acacia, pertencente à família Fabaceae.